# Il cacciatore
Il cacciatore (The Deer Hunter) è un film del 1978 diretto da Michael Cimino.
Sebbene non sia propriamente un film di guerra, è entrato nella storia del cinema anche per il suo contrasto tra le inquietanti immagini della guerra e l'anonima vita quotidiana dei protagonisti. Considerato uno dei capolavori del cinema internazionale, il film ricevette ben 9 candidature ai premi Oscar del 1979, vincendone 5 tra cui quello per il miglior film.
Nel 1996 è stato scelto per la conservazione nel National Film Registry della Biblioteca del Congresso degli Stati Uniti. Nel 1998 l'American Film Institute l'ha inserito al 79º posto della classifica dei migliori cento film statunitensi di tutti i tempi, mentre dieci anni dopo, nella lista aggiornata, è salito al 53º posto.
Celebre è il tema principale della colonna sonora, la Cavatina di Stanley Myers.

## Trama
Sei amici residenti nella piccola e sonnacchiosa cittadina di Clairton (in Pennsylvania), alcuni dei quali appartenenti alla comunità russo-americana locale (Michael "Mike" Vronsky, Nikanor “Nick” Chevatorevich, Steven Pushkov, Stanley, John Welsh e Peter "Axel" Axelrod), conducono un'esistenza tranquilla tra il lavoro da operai in un'acciaieria del luogo e la caccia al cervo, di cui condividono la passione. I primi tre sono in procinto di partire per il Vietnam e uno di loro, Steven, il più timido e impacciato, sta per convolare a nozze con l'amata Angela, la quale però è segretamente incinta di un altro uomo. Mike e Nick amano la stessa donna, Linda, che, a causa di un padre violento e alcolizzato, si trasferirà nella loro abitazione dopo la loro partenza. Alla fine della lunga festa per il matrimonio di Steven e Angela, durante la quale Nick chiede la mano di Linda, che accetta, Nick chiede a Mike di fargli una promessa: in nessun caso egli dovrà abbandonarlo. Il giorno dopo i cinque, senza Steven, partono per la caccia e, dopo scherzi e discussioni, Michael abbatte un cervo, uccidendolo con "un colpo solo" come egli suole cacciare, ovvero con un solo proiettile in modo da dare al cervo la possibilità di sopravvivere.
Vietnam. In seguito a un'azione militare, i tre amici vengono catturati dai Viet Cong insieme ad altri loro commilitoni. Vengono costretti a partecipare alla tortura della roulette russa mentre i carcerieri scommettono su di loro; Steven è il primo a cedere, quando vinto dalla paura e dalla spossatezza spara verso il soffitto il colpo che avrebbe dovuto dirigersi alla testa secondo le regole del crudele gioco, venendo perciò buttato per punizione nel pozzo: una gabbia immersa nel fiume e piena di topi. Mike convince Nick a tentare la fuga facendo inserire tre pallottole nel tamburo, aumentando però il rischio di restare uccisi nel corso della partita, per poter uccidere i loro aguzzini. L'azione disperata riesce e, dopo avere liberato Steven, i tre fuggono lasciandosi trasportare dalla corrente attaccati ad un tronco d'albero.
Giunti ad un ponte sospeso vengono soccorsi da un elicottero americano ma Steven non riesce a rimanere appeso al pattino e cade in acqua, seguito immediatamente da Mike che si butta per salvarlo, mentre Nick viene trattenuto dall'equipaggio del velivolo. Nella caduta Steven si frattura entrambe le gambe e Mike è così costretto a trasportarselo sulle spalle, finché non s'imbatte in una colonna di militari e profughi in fuga verso Saigon: riesce dunque a far stendere Steven sul cofano di una jeep. Nick, nel frattempo, viene ricoverato in un ospedale militare per i traumi fisici e psicologici subiti e, una volta dimesso, si avventura per Saigon: nel suo vagabondare arriva di fronte a un locale, dal cui interno sente giungere dei colpi di pistola e intuisce cosa stia accadendo. Vorrebbe allontanarsi ma Julien, un faccendiere francese, lo persuade a entrare e, in seguito, a giocare per lui. Nel locale è presente anche Mike che riconosce Nick e tenta di raggiungerlo, ma senza successo.
Mike viene poi rimpatriato, ma presenta seri problemi di reinserimento nella vita civile. L'ex combattente, infatti, si porta dietro profondi traumi emotivi, se non psichici: non si presenta alla festa organizzata dagli amici per lui e, dopo aver incontrato la mattina seguente Linda, dalla quale viene a sapere che Nick ha disertato, incontra gli amici che lo sconvolgono rivelandogli le condizioni di Angela, ora madre di un bambino ma scivolata nella catatonia dopo il rientro di Steven, ormai irreparabilmente invalido. Tutti i suoi amici e concittadini, che non sono stati arruolati per la guerra, paiono non capirlo più. I giorni successivi sembrano confermare il suo spaesamento e i cambiamenti avvenuti in lui: durante una battuta di caccia non riesce a sparare ad un cervo pur avendolo sotto mira e capisce che la sua esperienza in Vietnam lo ha profondamente segnato. Ugualmente, la sera, vedendo Stanley che minaccia per scherzo Axel con la sua pistola, gliela sfila violentemente di mano e, lasciando un solo proiettile nel tamburo, la punta alla fronte dell'amico premendo il grilletto a vuoto, facendo comprendere a Stanley la gravità del suo gesto apparentemente scherzoso.
Il giorno dopo, Mike torna con Linda al motel dove alcune sere prima avevano passato la notte insieme; incontra poi Steven, che si trova in una struttura per reduci dopo avere subito l'amputazione delle gambe e la perdita dell'uso di un braccio, e che si rifiuta di tornare a casa, anche per il fatto di aver scoperto la verità sul tradimento di Angela. Steven lo mette poi al corrente del fatto che periodicamente riceve grandi quantità di denaro dal Vietnam. Anche se Steven non lo nomina, e né sa spiegargli come gli possa arrivare tanto denaro, Mike intuisce che si tratta di Nick; dopo aver dunque convinto, se non addirittura costretto, Steven a lasciare la struttura ed a tornare dalla moglie, fa ritorno in Vietnam allo scopo di trovare l'amico perduto.
Vagando per una Saigon ormai in preda al caos, Michael reincontra il faccendiere Julien e, con la scusa di voler provare delle "emozioni forti", lo persuade a condurlo nel luogo dove si pratica la roulette russa, ben presumendo che Nick debba trovarsi lì. Nel locale, gremito di scommettitori, ritrova infatti Nick divenuto un freddo professionista di quel macabro gioco e che, accecato e stordito sia dalla sua profonda sofferenza interiore sia dall'uso di eroina (di cui è divenuto schiavo), sembra restare del tutto indifferente alla sua vista. Mike gli si siede di fronte, presentandosi ufficialmente come suo avversario, nel disperato tentativo di farlo rinsavire e di convincerlo a tornare a casa con lui; durante la partita cerca di farsi riconoscere, parlandogli dei loro trascorsi di prima e durante la guerra, ma senza riuscirci. Alla fine, giunti al giro culminante, Nick muore sotto i suoi occhi, non prima però d'avergli fatto comunque capire di averlo riconosciuto, proferendo per la prima volta in quell'occasione un'unica frase: "Un colpo solo".
Mike ritorna infine in Patria con la salma di Nick, il cui funerale è seguito da tutti i loro amici e, durante il ricevimento nel bar di John, l'atmosfera è dimessa e silenziosa: ognuno porta in sé il proprio fardello di sofferenze. Mossi dalla commozione, John e i suoi amici intonano la canzone patriottica God bless America, in onore di Nick.

## Produzione
Michael Deeley, co-fondatore della EMI Films, nel 1968 acquistò i diritti di uno script intitolato "The Man Who Came to Play". Scritto da Louis A. Garfinkle e Quinn K. Redeker, raccontava di un reduce che andava a Las Vegas per giocare alla roulette russa: qualcosa che lascerà strascichi nella sceneggiatura de "Il cacciatore". Al momento dell’assunzione, infatti, Cimino partì proprio dallo script di Garfinkle e Redeker sviluppando i personaggi in modo da mantenere il nodo gordiano del racconto attorno, proprio, alla roulette russa. Michael Cimino dovette dar battaglia ai produttori per realizzare Il cacciatore così come desiderava. Il regista ha dichiarato: «Tagliavano quello che volevano e di notte, come Penelope, ce lo rimettevo». Nella fase di preproduzione, gli scout che scovarono le location ricoprirono oltre centomila miglia tra viaggi in aereo, in autobus e in automobile. Le riprese in Thailandia furono molto avventurose: durante le piogge torrenziali, gli attori dovevano salire sui tavoli per evitare i ratti giganti che nuotavano intorno a loro. Inoltre vi fu un colpo di Stato proprio durante la lavorazione, ma il Comitato Rivoluzionario garantì protezione alla troupe, assegnandole una guardia armata ogni tre persone.
A John Cazale, gravemente malato di un cancro ai polmoni, fu dapprima negato di prendere parte alle riprese del film poiché non poteva essere assicurato (dacché era considerato pressoché certo, come in effetti accadde, che sarebbe morto prima di terminare le riprese che lo riguardavano, che furono difatti girate per prime), ma sia l'allora compagna di Cazale Meryl Streep sia Robert De Niro solidarizzarono con lui, tanto che l'attore italo-americano pagò di tasca sua la copertura assicurativa affinché Cazale potesse prendere parte al film.
Per prepararsi al ruolo di Michael, De Niro volle conoscere gli operai di un'acciaieria. Michael Cimino lo presentò come suo agente, Harry Ufland, e nessuno lo riconobbe. Chuck Aspegren non era un attore professionista, ma il caposquadra di un'acciaieria di Chicago visitata all'inizio della pre-produzione da De Niro e Cimino. Entrambi furono così colpiti dalla sua personalità che gli offrirono il ruolo di Axel.
Gli schiaffi da parte dei vietcong nella scena della prima roulette russa erano reali, per rendere più convincenti le reazioni degli attori. Christopher Walken ottenne lo stralunato e inquietante aspetto di Nick grazie a una dieta costituita esclusivamente da riso e banane. Robert De Niro e John Savage non furono sostituiti da stuntmen per la scena della caduta nel fiume e, inoltre, dovettero ripeterla per quindici volte in due giorni, cadendo da un'altezza di quasi dieci metri.
Le riprese si svolsero tra il 20 giugno e il 5 dicembre 1977 in Ohio, Virginia Occidentale e Pennsylvania; le riprese ambientate in Vietnam furono realizzate a Bangkok, in Thailandia.

## Distribuzione
Il film venne proiettato per la prima volta l'8 dicembre 1978 in un teatro di New York e in uno di Los Angeles. Dopo le candidature agli Oscar del 1979, la Universal decise di ampliare la distribuzione del film nelle principali città a partire dal 23 febbraio 1979.

### Date di uscita
Alcune date di uscita internazionali nel corso degli anni furono:
- 15 dicembre 1978 negli Stati Uniti d'America (The Deer Hunter)
- 22 febbraio 1979 in Australia (The Deer Hunter)
- 27 febbraio 1979 in Italia (Il cacciatore)[16]
- 3 marzo 1979 in Corea del Sud (디어 헌터)
- 3 marzo 1979 in Svezia (Deer Hunter)
- 7 marzo 1979 in Francia (Voyage au bout de l'enfer)
- 17 marzo 1979 in Giappone (ディア・ハンター)
- 5 aprile 1979 in Grecia (Ο ελαφοκυνηγός)[17]
- 5 luglio 1979 in Islanda (Hjartarbaninn)
- 25 dicembre 1979 in Brasile (O Franco Atirador)
- 1º marzo 1990 in Ungheria (A szarvasvadász)

## Accoglienza

### Critica
Il giornalista dell'Associated Press Peter Arnett, cui fu assegnato un Premio Pulitzer per i suoi servizi d'inchiesta sul Vietnam e che in seguito sarebbe stato uno dei più noti e discussi reporter dalla guerra del Golfo, dopo l'uscita del film scrisse sulle pagine del Los Angeles Times: «In 20 anni di guerra non c'è stato un solo caso documentato di roulette russa. [...] La metafora principale del film è semplicemente una brutale bugia».

## Riconoscimenti
- 1979 – Premio Oscar
  - Miglior film a Barry Spikings, Michael Deeley, Michael Cimino e John Peverall
  - Miglior regia a Michael Cimino
  - Miglior attore non protagonista a Christopher Walken
  - Miglior montaggio a Peter Zinner
  - Migliore sonoro a Richard Portman, William L. McCaughey, Aaron Rochin e C. Darin Knight
  - Candidatura Miglior attore protagonista a Robert De Niro
  - Candidatura Miglior attrice non protagonista a Meryl Streep
  - Candidatura Migliore sceneggiatura originale a Michael Cimino, Deric Washburn, Louis Garfinkle e Quinn K. Redeker
  - Candidatura Migliore fotografia a Vilmos Zsigmond
- 1979 – Golden Globe
  - Miglior regia a Michael Cimino
  - Candidatura Miglior film drammatico
  - Candidatura Miglior attore in un film drammatico a Robert De Niro
  - Candidatura Miglior attore non protagonista a Christopher Walken
  - Candidatura Miglior attrice non protagonista a Meryl Streep
  - Candidatura Migliore sceneggiatura a Michael Cimino, Deric Washburn, Louis Garfinkle e Quinn K. Redeker
- 1980 – Premio BAFTA
  - Migliore fotografia a Vilmos Zsigmond
  - Miglior montaggio a Peter Zinner
  - Candidatura Miglior film
  - Candidatura Miglior regia a Michael Cimino
  - Candidatura Miglior attore protagonista a Robert De Niro
  - Candidatura Miglior attrice protagonista a Meryl Streep
  - Candidatura Miglior attore non protagonista a Christopher Walken
  - Candidatura Migliore sceneggiatura originale a Michael Cimino, Deric Washburn, Louis Garfinkle e Quinn K. Redeker
  - Candidatura Migliore sonoro a C. Darin Knight, James J. Klinger e Richard Portman
- 1980 – Awards of the Japanese Academy
  - Miglior film straniero
- 1978 – Los Angeles Film Critics Association Award
  - Migliore regia a Michael Cimino
  - Candidatura Miglior film
  - Candidatura Miglior attore protagonista a Robert De Niro
  - Candidatura Miglior attore non protagonista a Christopher Walken
- 1978 – New York Film Critics Circle Award
  - Miglior film
  - Miglior attore non protagonista a Christopher Walken
  - Candidatura Miglior attore protagonista a Robert De Niro
  - Candidatura Miglior attrice non protagonista a Meryl Streep
- 1979 – Eddie Award
  - Miglior montaggio a Peter Zinner
- 1980 – American Movie Award
  - Migliore regia a Michael Cimino
  - Miglior attrice non protagonista a Meryl Streep
- 1979 – DGA Award
  - Migliore regia a Michael Cimino, Claude Binyon Jr., Charles Okun e Michael Grillo
- 1979 – National Society of Film Critics Award
  - Migliore attrice non protagonista a Meryl Streep
  - Candidatura Miglior film
  - Candidatura Miglior regia a Michael Cimino
  - Candidatura Miglior attore protagonista a Robert De Niro
  - Candidatura Miglior attore non protagonista a Christopher Walken
- 1979 – WGA Award
  - Candidatura Migliore sceneggiatura a Michael Cimino, Deric Washburn, Louis Garfinkle e Quinn K. Redeker
- 1980 – Blue Ribbon Award
  - Miglior film straniero a Michael Cimino
- 1979 – Hochi Film Award
  - Miglior film straniero a Michael Cimino
- 1980 – Kinema Junpo Award
  - Migliore regista straniero a Michael Cimino
- 2016 – Online Film & Television Association
  - Miglior film